# 海德布利克
海德布利克（德語：Heideblick）是德国勃兰登堡州的市镇，隶属于达默-施普雷瓦尔德县。总面积为166.57平方千米，截至2023年12月31日总人口为3,508人。